# Сокорський Юрій Миколайович
Ю́рій Микола́йович Соко́рський (13 січня 1972) — підполковник Збройних Сил України, учасник російсько-української війни.

## Життєпис
Народився 13 січня 1972 року.
Станом на 2009 рік — командир вертолітної ескадрильї у складі миротворчої місії в Косові.

## Нагороди
- Орден Данила Галицького (02.12.2016) — за особистий внесок у зміцнення обороноздатності Української держави, мужність, самовідданість і високий професіоналізм, виявлені під час виконання військового обов’язку, та з нагоди Дня Збройних Сил України[1].
- Медаль «За військову службу Україні» (17.05.2019) — за значні особисті заслуги у захисті державного суверенітету та територіальної цілісності України, громадянську мужність, самовідданість у  відстоюванні конституційних засад демократії, прав і свобод людини, вагомий внесок у культурно-освітній розвиток держави, активну волонтерську діяльність[2].